# Final Fantasy X
Final Fantasy X (Japans: ファイナルファンタジーX Fainaru Fantajī Ten) is een RPG van het Japanse Square (nu Square Enix) dat is uitgebracht in 2001 in Japan en de Verenigde Staten en in 2002 in Europa voor de Sony PlayStation 2. Het spel was zo'n succes dat er voor het eerst in de geschiedenis van de Final Fantasy series een rechtstreeks vervolg is gemaakt: Final Fantasy X-2.
Voor het eerst werd nu ook de Europese setting losgelaten die de eerste 9 delen domineerde. De locaties zijn gebaseerd op Japanse, Thaise en Zuid-Pacifische bouwstijlen.

## Verhaal
Tidus is een jonge blitzbalspeler die, alhoewel succesvol in de sport, nog steeds in de schaduw staat van zijn vader, de meest succesvolle blitzbalspeler ooit. Tidus heeft geen goede band gehad met zijn vader en dit is nooit verbeterd omdat zijn vader op een dag plots verdwenen was.

Spira is een magische wereld die bedreigd wordt door Sin, een kwaadaardig wezen dat al een millennium voor verwoesting, angst en ondergang zorgt. Enkel de uitverkorene en getrainde summoners kunnen Sin bestrijden en weer een tijd van vrede aankondigen.

Wanneer Zanarkand, de thuishaven van Tidus, plots aangevallen wordt door een allesvernietigende kracht, verdwijnt Tidus en komt terecht op Besaid Island in Spira, de thuishaven van summoner Yuna. Op intuïtie en moed vertrekt hij mee op avontuur met haar, in de strijd tegen Sin en op zoek naar de reden van zijn reis.

Maar de strijd met Sin voor een nieuwe periode van vrede vraagt opofferingen en kracht, misschien meer dan iemand ooit kan geven.

## Speelbare Personages
| Naam          | Engelse Cast                             | Japanse Cast     | Leeftijd | Lengte | Geboorteplaats | Beroep                   | Wapen      |
| ------------- | ---------------------------------------- | ---------------- | -------- | ------ | -------------- | ------------------------ | ---------- |
| Tidus         | James Arnold Taylor Cree Summer (jonger) | Masakazu Morita  | 17       | 1,75 m | Zanarkand      | Blitzbalspeler, Guardian | Zwaard     |
| Yuna          | Hedy Burress                             | Mayuko Aoki      | 17       | 1,60 m | Bevelle        | Summoner                 | Staf       |
| Auron         | Matt McKenzie                            | Hideo Ishikawa   | 35       | 1,82 m | Bevelle        | Guardian                 | Katana     |
| Wakka         | John DiMaggio                            | Kazuya Nakai     | 24       | 1,88 m | Besaid         | Blitzbalcoach, Guardian  | Blitzball  |
| Kimahri Ronso | John DiMaggio                            | Katsumi Chou     | 25       | 2,04 m | Mount Gagazet  | Guardian                 | Lans       |
| Lulu          | Paula Tiso                               | Rio Natsuki      | 22       | 1,67 m | Besaid         | Guardian                 | Moogle pop |
| Rikku         | Tara Strong                              | Marika Matsumoto | 15       | 1,58 m | Bikanel Island | Dief, Guardian           | Klauwen    |

## Aeons
Aeons zijn machtige monsters die een summoner kan oproepen om te helpen in een gevecht. Het oproepen van deze Aeons gaat gepaard met een CGI-filmpje. De meeste aeons worden gekregen door een trial af te leggen bij elke tempel die de speler tijdens het spel tegenkomt, maar andere kunnen enkel bekomen worden door speciale opdrachten of side-quests te vervolledigen. In Final Fantasy X was het wel de eerste keer dat de speler de monsters konden besturen in het gevecht.

## Trivia
- Het spel is opgenomen in het boek 1001 Video Games You Must Play Before You Die van Tony Mott.